# 長門警察署
長門警察署（ながとけいさつしょ）は長門市にある山口県警察が管轄する警察署の一つである。

## 所在地
- 長門市東深川777

## 管轄区域
- 長門市全域

## 沿革
- 1872年阿武・大津・見島各郡及び美祢郡大田を管轄とする取締組の萩支庁が設置される。
- 1877年萩警察署深川分署に改組される（その後深川警察署→大津東地区警察署と改称される）。
- 1954年現行の名称に変更される。
- 1959年油谷警察署を合併し、現行の管轄区域になる。

## 交番
- 油谷交番（長門市油谷新別名172番地4）
- 長門市駅前交番（長門市東深川905番地10）

## 駐在所
- 仙崎駐在所（長門市仙崎1087番地31）
- 湯本駐在所（長門市深川湯本2706番地3）
- 三隅駐在所（長門市三隅中1525番地）
- 宗頭駐在所（長門市三隅上3231番地4）
- 通駐在所（長門市通980番地10）
- 俵山駐在所（長門市俵山12377番地25）
- 黄波戸駐在所（長門市日置上2388番地26）
- 後畑駐在所（長門市油谷後畑1770番地1）
- 大浦駐在所（長門市油谷向津具下2066番地27）
- 川尻駐在所（長門市油谷後畑3723番地3）